# Campionato degli affiliati
Il campionato degli affiliati, meglio noto come serie A1, è un torneo a squadre di tennis organizzato dalla FITP.

## Formula degli incontri
Gli incontri tra due società si basano sulla formula di quattro singolari e due doppi per i maschi e tre singolari e un doppio per le femmine.
L'incontro è vinto dalla società che vince il maggior numero di incontri (singolari e doppi). Tutti gli incontri si svolgono al meglio dei tre set, con tie-break in tutti i set. Ciascun giocatore non può disputare più di un singolare e di un doppio, con eccezione del doppio supplementare di spareggio, negli incontri a eliminazione diretta.

## Formula del torneo
Il torneo è distinto in divisioni nazionali e regionali. Si svolge secondo le seguenti fasi:
- Fase a gironi
- Altre fasi eventuali (solo nelle divisioni regionali)
- Fase ad eliminazione diretta per l'assegnazione del titolo e la determinazione delle squadre retrocesse

Ad esempio, nell'edizione 2007, le divisioni nazionali sono costituite da:
Campionato maschile
- Serie A1 a 14 squadre;
- Serie A2 a 28 squadre;
- Serie B a 56 squadre.

Campionato femminile
- Serie A1 a 7 squadre;
- Serie A2 a 14 squadre;
- Serie B a 28 squadre.

Nella prima fase le squadre partecipanti sono divise in gironi da 7 squadre. Vengono assegnati 3 punti per ogni vittoria, 1 per ogni pareggio e 0 per ogni sconfitta. Dopo il completamento della fase a gironi si disputano i play-off per l'assegnazione del titolo: le prime classificate di ogni girone giocano con le vincenti della sfida tra le seconde e le terze e le due finaliste si incontrano in una sede unica. In caso di parità si disputa un ulteriore doppio supplementare.
Le ultime di ogni girone retrocedono alla serie inferiore; si procede inoltre ad uno spareggio tra le quarte e le quinte per decretare chi andrà a sfidare la sesta classificata per la permanenza in A1.
Nelle serie inferiori, playoff e playout sono strutturati in modo analogo.
Al di sotto delle divisioni nazionali, le divisioni regionali sono organizzate in maniera simile, con serie C, D1, D2, D3 e D4.